# Quang Châu
Quang Châu là một phường thuộc thị xã Việt Yên, tỉnh Bắc Giang, Việt Nam.

## Địa lý
Phường Quang Châu nằm ở phía nam thị xã Việt Yên, cách trung tâm thị xã khoảng 7 km, có vị trí địa lý:
- Phía đông giáp phường Vân Trung và tỉnh Bắc Ninh
- Phía tây giáp phường Ninh Sơn
- Phía nam giáp tỉnh Bắc Ninh
- Phía bắc giáp phường Nếnh.

Phường Quang Châu có diện tích 9,01 km², dân số năm 2022 là 15.001 người, mật độ dân số đạt 1.664 người/km².

## Hành chính
Phường Quang Châu được chia thành 8 tổ dân phố: Chu Xá, Đạo Ngạn 1, Đạo Ngạn 2, Đông Tiến, Nam Ngạn, Núi Hiểu, Quang Biểu, Tam Tầng.

## Lịch sử
Địa bàn phường Quang Châu ngày nay trước đây vốn là xã Quang Châu thuộc huyện Việt Yên.
Thời Nhà Nguyễn, huyện Yên Việt (sau huyện Việt Yên, phủ Bắc Hà (sau Thiên Phúc năm 1823, sau đó phủ Đa Phúc), trấn kinh Bắc (sau là tỉnh Bắc Ninh năm 1831). Tổng Quang Biểu có thay đổi:
- Đổi tên xã Đông Xá thành Đông Tiền, rồi Đông Tiến
- Thành lập xã Đạo Ngạn trên cơ sở một phần xã Nam Ngạn
- Đổi tên xã Hữu Lân thành xã Hữu Nghi
- Đổi tên xã Mai Đình đổi thành xã Mai Đường, rồi Mai Vũ.

Năm 1892, tổng Quang Biểu còn lại 4 xã: Quang Biểu, Đông tổng Mật Ninh, huyện Việt Yên từ phủ Đa Phúc chuyển về Phủ Lạng Giang, tổng Quang Biểu từ huyện Việt Yên chuyển sang huyện Yên Dũng.
Năm 1899, tổng Quang Biểu thành lập lập thêm xã Chu Xá.
Năm 1910, tổng Quang Biểu có 5 xã thuộc huyện Việt Yên.
Cách mạng Tháng Tám năm 1945, hợp nhất các xã Chu Xá, Nam Ngạn, Đạo Ngạn thành xã Chu Ngàn và xã Quang Biểu, Đông Tiến hợp thành xã Quang Tiến thuộc huyện Việt Yên, tỉnh Bắc Giang.
Tháng 7 năm 1949, hợp nhất xã Quang Tiến và xã Chu Ngàn thành xã Quang Châu.
Ngày 13 tháng 12 năm 2023, Ủy ban Thường vụ Quốc hội ban hành Nghị quyết số 938/NQ-UBTVQH15 về việc thành lập thị xã Việt Yên (nghị quyết có hiệu lực từ ngày 1 tháng 2 năm 2024). Theo đó, thành lập phường Quang Châu trên cơ sở toàn bộ 9,01 km² diện tích tự nhiên và dân số 15.001 người của xã Quang Châu.

## Văn hóa

### Làng quan họ
Phường Quang Châu có 3 làng quan họ cổ thuộc danh sách 23 làng quan họ Bắc Giang được quy hoạch bảo tồn và đưa vào phát triển du lịch văn hóa là Làng quan họ Quang Biểu, Làng quan họ Núi Hiểu và Làng quan họ Tam Tầng.